# Запорожский, Иван Андреевич
Ива́н Андре́евич Запоро́жский (17 мая 1917, Битица — 9 января 1993, Ялта, Республика Крым) — советский оператор-документалист, фронтовой кинооператор в годы Великой Отечественной войны. Заслуженный работник культуры РСФСР (1979).

## Биография
Родился в селе Битица (ныне — Сумской район Сумской области Украины) в семье фельдшера. Окончив школу, работал на радиоузле в селе Стецковка.
В 1937 году поступил в Киевский киноинститут на операторский факультет, но в связи с его закрытием в 1938 году весь курс был переведён во ВГИК, в Москву. По окончании института в 1941 году непродолжительное время работал ассистентом оператора на «Мосфильме». В августе 1941 года был призван в Красную армию — курсантом учебного батальона 1-го запасного Тульского пехотного полка.
С 1942 года в звании старший техник-лейтенант начал работать во фронтовой киногруппе Черноморского флота, для выполнения боевых заданий ходил на кораблях и катерах, высаживался вместе с десантом, в составе 5-го Гвардейского минно-торпедного бомбардировочного полка летал в тыл врага.

Ему запрещали участвовать в особо опасных боевых вылетах нашей эскадрильи. А он всё равно летел, был с нами.
 Его уговаривали не ходить на подводной лодке. А он шёл, чтобы снять торпедную атаку. Его никто не заставлял отправляться в [немецкий] тыл, в Зуйские леса. Но добрался туда, чтобы снять мужественно сражавшихся с фашистами крымских партизан. И вместе с ними вошёл в освобождённый Симферополь.
— Василий Минаков, «Советский экран» № 9 1979
В течение 1943—1944 годов Запорожского дважды забрасывали в расположение крымских партизан, с партизанскими отрядами Северного соединения вошёл в освобождённый Симферополь. В мае 1944 в Симферополе выполнил серию фотопортретов командиров и активных участников партизанского движения, ставших позднее для этих лиц каноническими. 
Его письмо от 10 января 1945 года тогдашнему директору ЦСДФ С. А. Герасимову говорило о его видении сложившегося неблаговидного положения дел в киногруппе Черноморского флота.
В 1945—1946 годах работал в киногруппе Дунайской военной флотилии ВМФ СССР, запечатлев тысячекилометровый поход последней.
После демобилизации вернулся на ЦСДФ, а с июня 1946 года стал собственным корреспондентом ЦСДФ в Крыму и на Черноморском флоте, постоянно проживая в Ялте.
Автор сюжетов для кинопериодики: «Новости дня», «Пионерия», «Ровесник», «Советский воин», «Советский патриот», «Советский спорт», «Союзкиножурнал», «Страна Советская».
Член Союза кинематографистов СССР (Москва).
Постоянно поддерживал связи с ветеранскими организациями крымских партизан. Н. Д. Луговой, комиссар Северного соединения, особо упомянул его в своих мемуарах, как летописца партизанского движения: " Автор глубоко признателен [список] товарищам за помощь в работе над книгой, а также военному кинооператору И. А. Запорожскому, любезно предоставившему партизанские фотоснимки для ее иллюстрирования". 

Скончался 9 января 1993 года. Похоронен на Ялтинском городском кладбище (Бахчисарайское шоссе, 25).

### Семья
- Отец — Андрей Иванович Запорожский (? —1940), фельдшер;
- Мать — Ирина Федотовна Запорожская (Бережная) (? —1929), домохозяйка;
- Сестра — Анна Андреевна Запорожская (1928—2018);

- Племянник — Александр Тарасов (род. 1957), радист.

## Избранная фильмография
Оператор
- 1940 — В Советской Латвии (совместно с группой операторов)
- 1940 — В Советской Литве (совместно с М. Беровым)
- 1943 — Битва за нашу Советскую Украину (совместно с группой операторов)
- 1943 — Кавказ (не выпущен; совместно с группой операторов)
- 1943 — Комсомольцы (совместно с группой операторов)
- 1943 — Повесть о наших детях (совместно с группой операторов)
- 1944 — Битва за Севастополь (совместно с группой операторов)
- 1944 — В Восточной Пруссии (фронтовой спецвыпуск № 11) (совместно с группой операторов)
- 1944 — Минск наш (фронтовой спецвыпуск № 2) (совместно с группой операторов)
- 1944 — Освобождение Вильнюса (фронтовой спецвыпуск № 4) (совместно с группой операторов)
- 1944 — Освобождение Советской Белоруссии (совместно с группой операторов)
- 1944 — Сражение за Витебск (фронтовой спецвыпуск № 1) (совместно с группой операторов)
- 1945 — XXVIII Октябрь (совместно с группой операторов)
- 1945 — Будапешт. Парад Дунайской флотилии (совместно с группой операторов)
- 1945 — В логове зверя (фронтовой спецвыпуск № 4) (совместно с группой операторов)
- 1945 — Кенигсберг (фронтовой спецвыпуск № 6) (совместно с группой операторов)
- 1945 — Повесть о наших детях (совместно с группой операторов)
- 1946 — День авиации (совместно с группой операторов)
- 1946 — День танкистов (совместно с группой операторов)
- 1946 — Молодость нашей страны (совместно с группой операторов)
- 1946 — На австрийской земле (совместно с М. Пойченко, И. Сокольниковым, Д. Каспием)
- 1946 — Первое Мая (ч/б вариант; совместно с группой операторов)
- 1947 — День победившей страны (совместно с группой операторов)
- 1947 — Первое Мая (цв. вариант; совместно с группой операторов)
- 1947 — Севастополь (совместно с П. Паллеем)[12]
- 1947 — Лов хамсы в Керченском проливе
- 1948 — 1 Мая (цв. вариант; совместно с группой операторов)
- 1948 — XXXI Октябрь (совместно с группой операторов)
- 1948 — У берегов Исландии
- 1949 — XXXII Октябрь (совместно с группой операторов)
- 1949 — День Военн-Морского Флота СССР (совместно с группой операторов)
- 1949 — Матч дружбы (совместно с группой операторов)
- 1949 — Мир победит войну (совместно с группой операторов)
- 1949 — Последний путь (Похороны Г. М. Димитрова) (совместно с группой операторов)
- 1949 — Слава труду (совместно с группой операторов)
- 1950 — Вторая жизнь (совместно с группой операторов)
- 1950 — Москва голосует (совместно с группой операторов)
- 1951 — Международное соревнование легкоатлетов (совместно с группой операторов)
- 1951 — На строительстве Волго-Донского водного пути (совместно с группой операторов)
- 1951 — Неделя детской книги (совместно с группой операторов)
- 1951 — Первое Мая 1951 г. (совместно с группой операторов)
- 1952 — День Воздушного Флота СССР (совместно с группой операторов)
- 1952 — На рыбных промыслах страны (совместно с группой операторов)
- 1953 — Великое прощание (не выпущен; совместно с группой операторов)
- 1953 — День Военно-Морского Флота СССР (совместно с группой операторов)
- 1956 — Школьные годы (совместно с М. Прудниковым, О. Рейзман)[13]
- 1957 — 40 лет Октября (совместно с Ю. Бородяевым, М. Прудниковым)
- 1957 — Король Афганистана Захир Шах в Советском Союзе (совместно с Г. Голубовым, Б. Макасеевым, Е. Мухиным, Б. Шером)
- 1957 — На автомобиле по советской стране (совместно с Ю. Бородяевым, М. Прудниковым)[14]
- 1958 — По туристским тропам Крыма[15]
- 1958 — Грядущему навстречу (совместно с Л. Панкиным)
- 1959 — Визит в СССР Федерального Президента Австрийской Республики Адольфа Шерфа (совместно с Я. Блюмбергом, А. Воронцовым, Ф. Овсянниковым, Г. Симоновым, К. Станкевичем, Р. Шевалье)[16]
- 1959 — Горят костры далёкие… (совместно с Ю. Чернятиным, И. Шагиным, М. Ануфриковым, А. Сидоренко)
- 1959 — На страже морских рубежей (совместно с Л. Кокошвили, А. Лячко, М. Рыжовым, А. Савиным, Г. Серовым, Н. Соловьёвым)[17]
- 1960 — У нас в Севастополе (совместно с А. Крыловым)[18]
- 1960 — День флота (совместно с группой операторов)[19]
- 1961 — Корабли поднимают флаги (совместно с А. Крыловым, Л. Михайловым, Р. Тумориной, Б. Шером)[20]
- 1961 — Солнечное затмение (совместно с А. Козаковым, И. Михеевым, М. Прудниковым)[21]
- 1963 — Поэма о красном галстуке[22]
- 1964 — Праздник советских моряков (совместно с Я. Блюмбергом, Ю. Буславой, С. Коганом, О. Лебедевым, Л. Михайловым)[23]
- 1965 — Под флагом Родины (совместно с группой операторов)[24]
- 1965 — Двадцатилетие великого подвига (совместно с группой операторов)
- 1970 — Закон о священном долге (совместно с Е. Мухиным)[25]
- 1973 — Сплочённость и единство действий (совместно с А. Кочетковым, И. Филатовым)[26]
- 1973 — Творчество воинов (совместно с М. Поповой, А. Саранцевым)[27]
- 1975 — О нашем театре (совместно с Г. Мякишевым, В. Никоновым, А. Истоминым, А. Хавчиным)[28]
- 1977 — Дело, которому служишь (совместно с А. Зенякиным, Е. Кряквиным)[29]
- 1977 — Пять страниц из одной жизни (совместно с Б. Лазаровым, Г. Епифановым)[30]
- 1982 — Король Иордании Хусейн Бен Талал в СССР (совместно с О. Воиновым, Р. Петросовым)[31]
- 1982 — Человек в борьбе с огнём (совместно с С. Кондаковым, Г. Голубовым)[32]

Режиссёр
- 1948 — У берегов Исландии
- 1958 — По туристским тропам Крыма

## Награды и звания
- медаль «Партизану Отечественной войны» I степени (27 декабря 1943)[33]
- медаль «Партизану Отечественной войны» II степени (4 мая 1945)[33]
- медаль «За отвагу» (5 октября 1968)[33]
- нагрудный знак Партизана (Чехословакия; 1975)[33]
- Заслуженный работник культуры РСФСР (1979)[8]
- орден Отечественной войны II степени (6 апреля 1985)[34]

## Память
Крымские фотографии И. Запорожского периода 1943—1944 годов использованы в книге Николая Лугового «Побратимы».
Более полусотни фотографий из архива оператора, всего насчитывающего свыше 500 негативов, были представлены в мае 2019 года в рамках XV Севастопольского международного фестиваля документальных фильмов и телевизионных программ «Победили вместе». Выставка называлась «Партизаны в Крыму (1943—1944). Свидетельствует кинооператор Иван Запорожский».

## Комментарии
1. ↑  Зуйские леса — территория между Долгоруковской яйлой и Караби-яйлой, остававшаяся в годы Великой Отечественной войны под контролем партизан[7].